# Möllersdorf (Gemeinde Traiskirchen)
Möllersdorf ist eine Ortschaft und gleichzeitig eine Katastralgemeinde in der Stadtgemeinde Traiskirchen im Bezirk Baden im Bundesland Niederösterreich. Die Ortschaft liegt nördlich des Hauptortes Traiskirchen und hat 4541 Einwohner (Stand 1. Jänner 2024).

## Geographie
Möllersdorf schließt sich direkt nördlich an den Hauptort Traiskirchen an. Im Osten wird der Ortsteil begrenzt durch die Aspangbahn. Entwässert wird die Katastralgemeinde durch den Mühlbach, der von Süden nach Norden fließt.

## Geschichte

### Mittelalter
Seit dem 11. Jahrhundert waren die Herren von Möllersdorf Grundherren in dieser Gegend und bedeutende Ministeriale der Babenberger. Im Jahr 1110 wird Ondelscalcus de Modelanesdorf aus dieser Familie im Salbuch des Stiftes Klosterneuburg als Zeuge erwähnt. Leopold von Möllersdorf übte um 1229 das Amt eines Mundschenks des Herzogs Leopold VI. aus.
In der ersten Hälfte des 12. Jahrhunderts wurde von dieser Familie eine Niederungsburg mit regelmäßiger Ringmauer errichtet. Innerhalb der Mauern waren die Gebäude zum größten Teil aus Holz. Im 13. Jahrhundert wurde die Anlage mit einem neuen Graben und einem steinernen Turm befestigt.

### Neuzeit
Im ersten Viertel des 16. Jahrhunderts war Möllersdorf landesfürstlich und als Lehen an Marx Beck von Leopoldsdorf vergeben, der ab 1531 Eigentümer der Herrschaft wurde.
Im Dreißigjährigen Krieg 1618 bis 1648 wurde auch die niederösterreichische Bevölkerung in Mitleidenschaft gezogen. An die Beendigung dieser Kampfhandlungen erinnert die Gedenksäule am Broschekplatz in Möllersdorf, die im Jahr 1652 errichtet und im Jahr 1968 renoviert wurde.
Während der Zweiten Wiener Türkenbelagerung 1683 wurde die Ortschaft komplett zerstört. Siedler aus der Steiermark erwarben danach die Brandstätten und bauten das Straßendorf mit seinem Anger wieder auf.
Im Jahr 1713 kam es zu einem weiteren Einschnitt in der Bevölkerungsentwicklung, als 12 Bewohner von Möllersdorf an der Pest erkrankten und verstarben.
Als nach dem Abzug der Türken nach 1683 barocke Bauten im weiteren Umland der kaiserlichen Residenzstadt Wien entstanden, erwarb der kaiserliche Kämmerer Thomas Zachäus Graf Czernin 1688 eine Liegenschaft, um in der Nähe der kaiserlichen Sommerresidenz Laxenburg ein kleines Schloss mit Garten und Nebengebäuden zu errichten. Von Mai bis September 1692 ist die Mitarbeit des Malers und Architekten Domenico Egidio Rossi verbürgt. Graf Czernin starb bereits 1700 im Alter von nur 39 Jahren. Nach einigen Eigentümerwechseln kaufte Karl Alexander von Lothringen, der Bruder des Kaisers Franz I. Stephan die Liegenschaft. Als Universalerbe seines Onkels ließ Josef II. im Jahr 1781 das Schloss zu einer Kaserne umbauen, die später als Militärspital diente. Durch diese Einrichtungen gewann Möllersdorf weiterhin an Bedeutung und Bevölkerungszuwachs.
Im Jahr 1822 wurde der Ort als Dorf mit 36 Häusern genannt, das damals zur Pfarre und zum Schulort Traiskirchen gehörte. Die Herrschaft Neudorf besaß die Ortsobrigkeit und besorgte die Konskription. Die Landgerichtsbarkeit wurde ebenfalls von der Herrschaft Neudorf ausgeübt. Die Untertanen und Grundholde des Ortes gehörten der Herrschaft Neudorf und dem Domkapitel Dom- und Metropolitankirche zu St. Stephan in Wien. Der Sitz der Verwaltung befand sich im Schloss Neudorf, von dem jedoch heute nur noch ein Nebengebäude, die sogenannte Schlossmühle, existiert.

### Zusammenlegung
Nach den Reformen von 1848 wurden die Katastralgemeinden Möllersdorf, Wienersdorf und Traiskirchen zusammengelegt und die Großgemeinde Traiskirchen entstand.
Im Jahr 1873 wurde unter Kaiser Franz Joseph I. wurde das Schloss Möllersdorf zu einer Militärstrafanstalt umgebaut und mit einer fünf Meter hohen Gefängnismauer umgeben. Von 1920 bis 1925 diente das Gebäude mit seinen damals noch vorhandenen Nebengebäuden der Republik Österreich als zivile Strafanstalt.

### Industriegeschichte

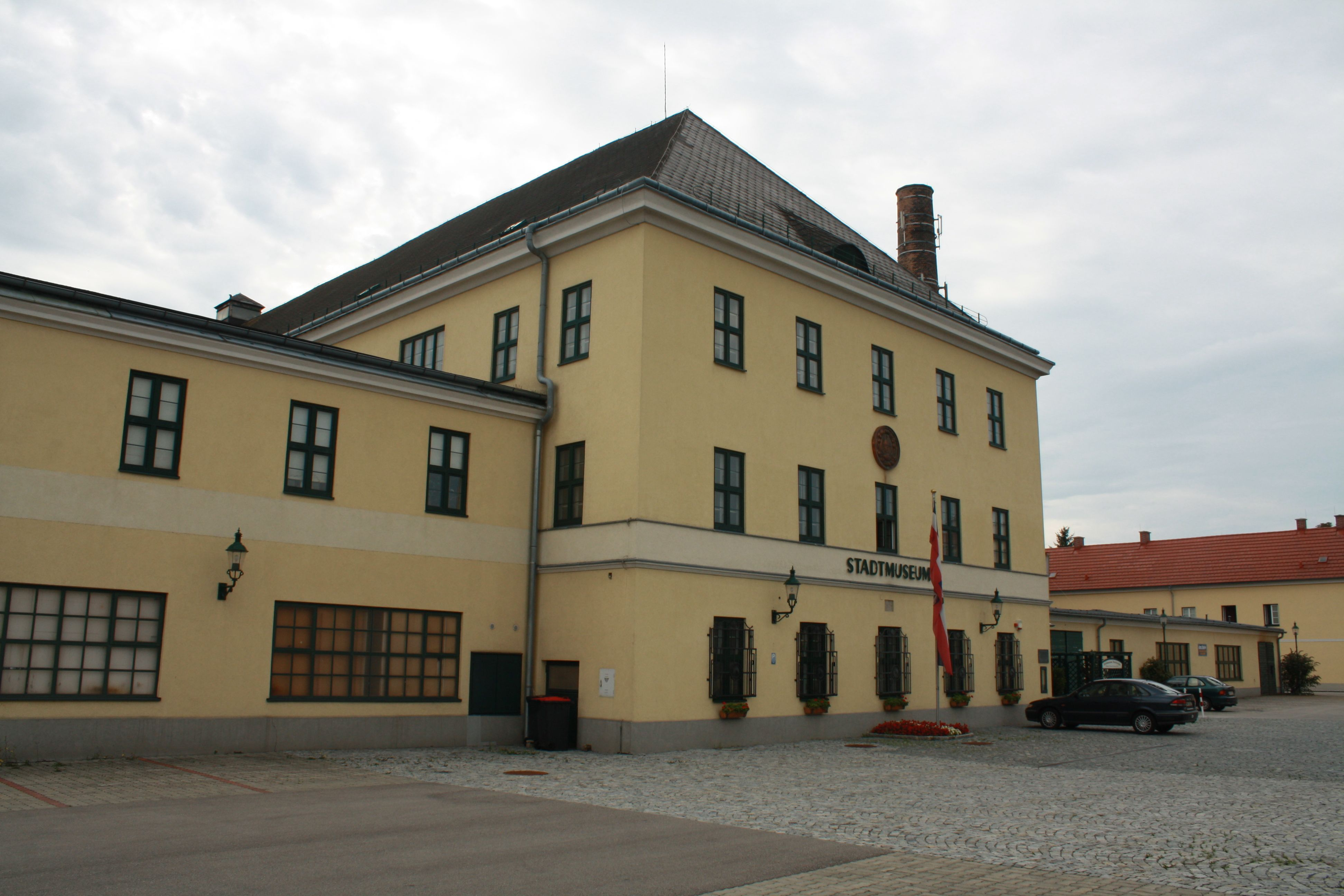
Ehemalige Kammgarnspinnerei in Möllersdorf, heute Stadtmuseum Traiskirchen

Ab 1824 wurde die Wasserkraft des Mühlbachs an diesem Standort von Josef Mohr dazu genutzt, eine Baumwollspinnerei zu betreiben. 1877 übernahm die Vöslauer Kammgarn AG den Betrieb und stellte ihn auf die Verarbeitung von Schafwolle um. Es wurden feine Garne und Zwirne aus Merinowolle im Werk Möllersdorf, einer der größten Kammgarnspinnereien Europas, produziert. Der Betrieb wurde im Jahr 1976, fast 100 Jahre nach der Übernahme, geschlossen. Seit 1988 ist in den Gebäuden der ehemaligen Kammgarnspinnerei das Museum Traiskirchen untergebracht, in dem auch Teile des ehemaligen Industriebetriebs besichtigt werden können.
In Möllersdorf gab es auch eine große Färberei, wo die in der Kammgarnfabrik hergestellten Stoffe eingefärbt wurden. Die Färberei war durch ein Ausziehgleis mit dem Schienenverkehr der Aspangbahn verbunden. Heute erinnert nur noch der Straßenname Färbereigasse an diesen Betrieb.
Zu den 1906 zur Vereinigten Färbereien AG zusammengefassten Textilveredelungsbetrieben gehörte nach dem Ersten Weltkrieg neben zwei Färbereien in Wien auch eine Kattundruckerei für Baumwolltextilien in Möllersdorf.

## Pfarre
Die Pfarre Möllersdorf gehört zum Dekanat Baden in der Erzdiözese Wien. 1947 entstand eine Pfarrexpositur von Traiskirchen. Bis 1968 wurden die Gottesdienste in der Kapelle des Schlosses Möllersdorf abgehalten. In den Jahren 1967/1968 wurde eine neue Pfarrkirche nach den Plänen des Architekten Carl Auböck erbaut. Sie steht unter Denkmalschutz.
Von 1962 bis 1967 war Friedrich Tscherney (1927–2016) Expositus der Pfarrexpositur. Nach der Erhebung von Möllersdorf zur eigenen Pfarre und der Weihe der Pfarrkirche Mariä Namen wurde Tscherney der erste Pfarrer von Möllersdorf, was er auch bis zu seinem Tod im Jahr 2016 blieb.

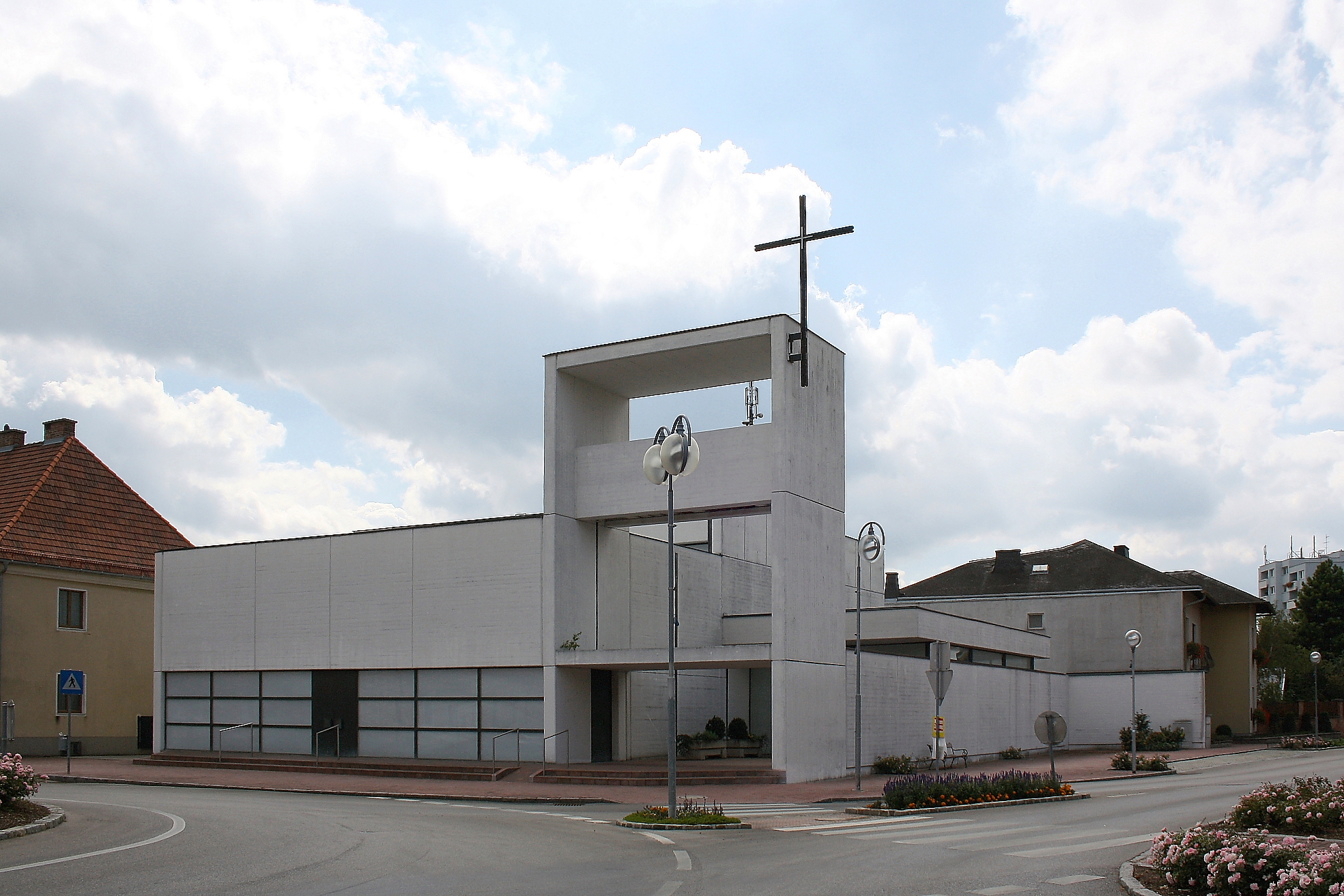
Pfarrkirche Möllersdorf
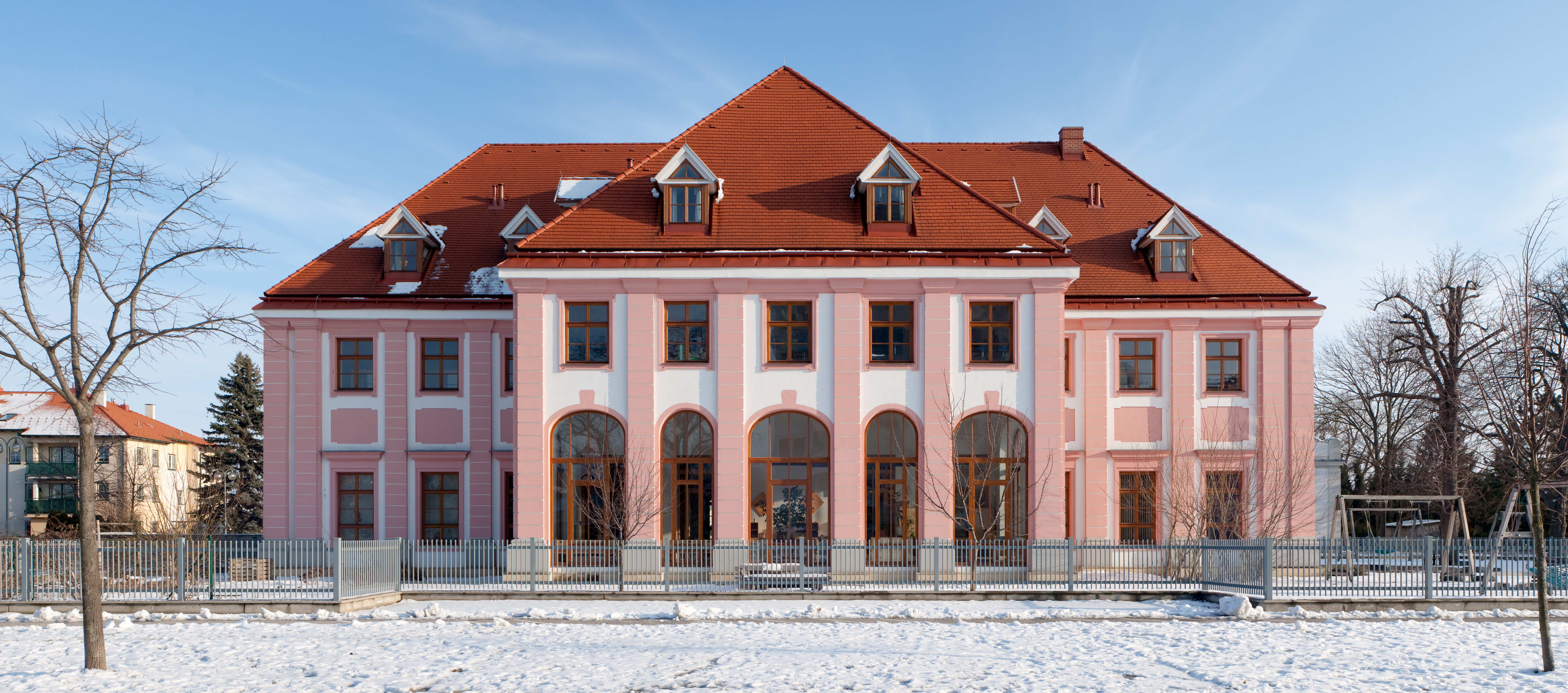
Schloss Möllersdorf

## Sport
- UKJ Möllersdorf

## Persönlichkeiten
- Andreas Babler, Politiker, in Möllersdorf aufgewachsen
- Franz Antoine (* 1768 in Möllersdorf; † 1834 in Wien), Pomologe und Gartenarchitekt
- Alfred Stöger (* 1900 in Möllersdorf; † 1962 in Mödling), Bühnenschauspieler, Filmregisseur und Filmproduzent
- Alois Jirovetz (* 1903 in Möllersdorf; † 1980), Politiker (SPÖ), Abgeordneter zum Landtag von Niederösterreich
- Michael Rittermann (* 1910 in Möllersdorf; † 1989 in London), Schauspieler
- Rudolf Ceyka (* 1941 in Möllersdorf; † 1990), Fußball-Nationalspieler